# Schevenhütte
Schevenhütte is een plaats in de Duitse gemeente Stolberg, deelstaat Noordrijn-Westfalen, en telt 688 inwoners (2017). Het ligt aan de Wehebach, en grenst het Hürtgenwald. Tot november 1944 was Schevenhütte het oostelijkste punt dat onder Amerikaanse controle was tijdens de Tweede Wereldoorlog.

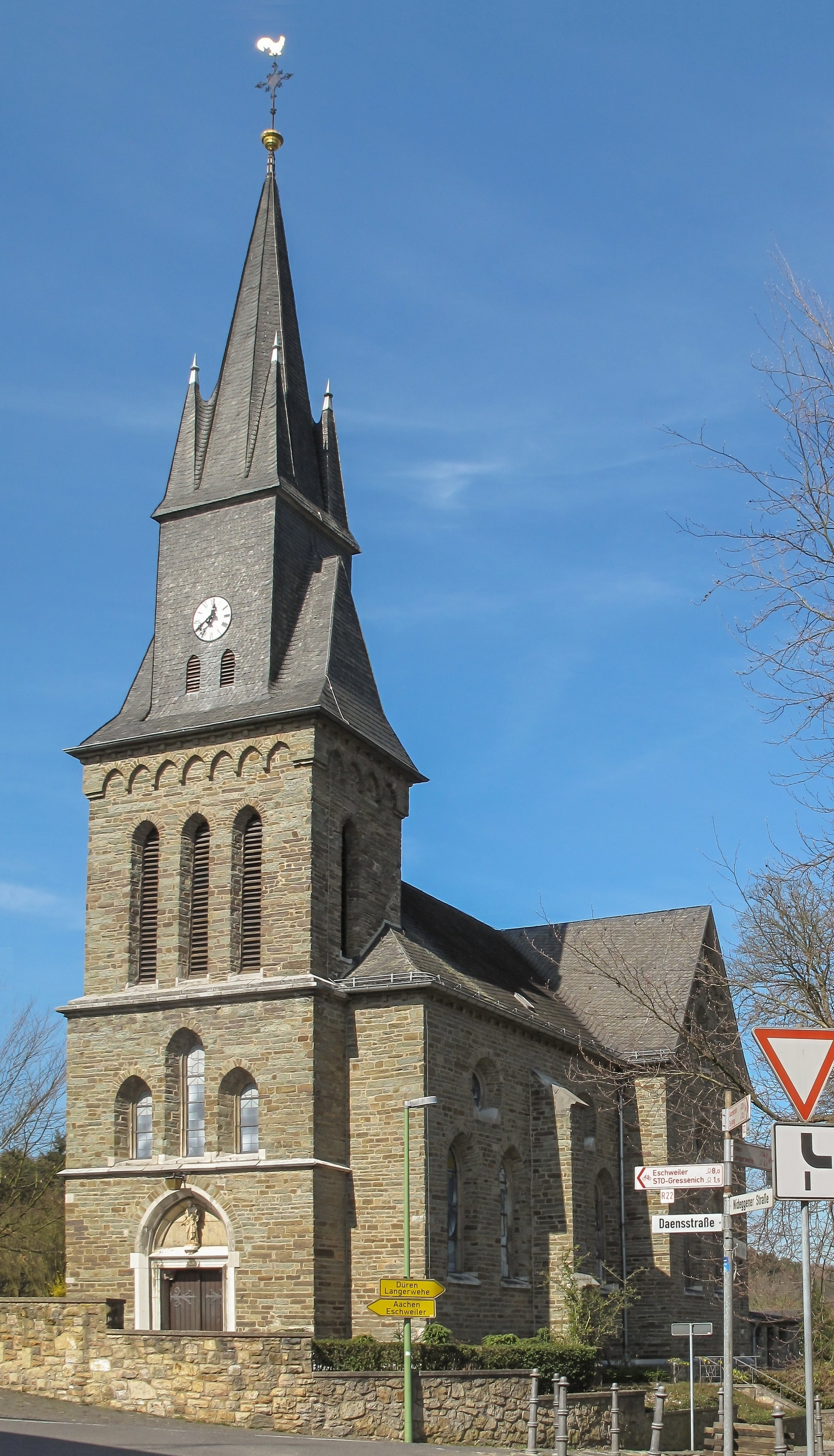
St. Josef kirche, Schevenhütte